# حسن القاضي (لاعب كرة قدم مواليد 1983)
حسن القاضي لاعب كرة قدم قطري، ولد في (8 نوفمبر 1983) .
كانت بداياته مع نادي الوكرة و إنتقل إلى النادي الأهلي في عام 2014 و لعب معهم لمدة موسم وبعدها عاد إلى نادي الوكرة .

## روابط خارجية
- حسن القاضي على موقع Soccerway.com (الإنجليزية)